# Mesoleius conformus
Mesoleius conformus là một loài tò vò trong họ Ichneumonidae.